# 名誉総領事
名誉総領事（めいよそうりょうじ、英語: Honorary Consul-General）とは、自国の領事使節が派遣されていない国、または、領事使節が派遣されていない地方都市において、その国民の利益の保護及び外国との文化交流の促進などを図ることを目的として、領事業務を委託するために派遣先国民を任ずる官職、または贈呈される称号であり、儀礼的格付けを除けば名誉領事と同等である。
日本国における根拠法令は、外務省設置法13条である。日本の名誉総領事は、旅券・査証の発給や各種証明業務は行っていない。